# Reflection (Disney)
Reflection è una canzone scritta e prodotta da Matthew Wilder e David Zippel per la colonna sonora del film di animazione del 1998 Mulan. Nel film il brano è interpretato da Lea Salonga, che presta la propria voce per le parti di film nel quale il personaggio di Mulan canta.
Per l'uscita del film in Italia, è stata eseguita una versione del brano in lingua italiana, interpretata da Marianna Cataldi con il titolo Riflesso. Nel 2023, Billboard l'ha inserita alla posizione 23 nella classifica delle migliori canzoni Disney di tutti i tempi.

## Versioni di Christina Aguilera
Per registrare Reflection furono provinati numerosi artisti, esordienti o già professionisti, ma Wilder e Zippel, gli autori del brano non furono soddisfatti di nessuno fino al momento in cui non ricevettero il provino di Christina Aguilera che si esibiva in una cover di Run to You di Whitney Houston. Impressionati dalla performance, i due scelsero Christina Aguilera per la parte.
Pubblicato esclusivamente come promo radiofonico, Reflection riuscì ad arrivare fino alla posizione 19 della Billboard Adult Contemporary. Il video prodotto per il brano fu girato nel padiglione cinese allestito al Walt Disney World Resort in Florida.
Il brano fu il singolo d'esordio della Aguilera, ed in seguito venne inserito nel suo primo album Christina Aguilera. La cantante ha interpretato il brano anche in lingua spagnola con il titolo Mi reflejo, inserito nel disco in spagnolo Mi reflejo.
La canzone è stata nominata per un Golden Globe come "miglior canzone originale".
A partire dal 2018, Christina Aguilera ha ricominciato ad inserire la canzone in tutti i suoi concerti, proponendola dunque per tre tournée consecutive: The Liberation Tour, The Experience, The X Tour. Aguilera ha inoltre cantato il brano anche durante l'evento Disney Legend Awards 2019, occasione in cui stata premiata per i suoi 20 anni di carriera.
Nel 2020 Aguilera ha pubblicato una seconda versione del brano, re-incisa oltre 20 anni dopo e con un arrangiamento nuovo. Un nuovo videoclip musicale, che include anche scene tratte dal remake live action di Mulan, è stato pubblicato in contemporanea al brano.

### Classifiche
| Classifica (1998)                 | Posizione massima |
| --------------------------------- | ----------------- |
| U.S. Billboard Adult Contemporary | 19                |